# مونيك غابرييلا كورنين
مونيك غابرييلا كورنين (بالإنجليزية: Monique Gabriela Curnen)‏ هي ممثلة أمريكية بدأت مسيرتها الفنية عام 2001.

## الأعمال
- 2008: فارس الظلام (الدور: ضابطة الشرطة آنا راميرز)

## وصلات خارجية
- مونيك غابرييلا كورنين على موقع IMDb (الإنجليزية)
- مونيك غابرييلا كورنين على موقع ألو سيني (الفرنسية)
- مونيك غابرييلا كورنين على موقع أول موفي (الإنجليزية)
- مونيك غابرييلا كورنين على موقع قاعدة بيانات الأفلام السويدية (السويدية)
- مونيك غابرييلا كورنين على موقع قاعدة بيانات الفيلم (الإنجليزية)
- مونيك غابرييلا كورنين على موقع كينوبويسك (الروسية)